# Nonnula
Nonnula – rodzaj ptaków z rodziny drzymów (Bucconidae).

## Zasięg występowania
Rodzaj obejmuje gatunki występujące w Ameryce Południowej i Centralnej.

## Morfologia
Długość ciała 13,5–16 cm; masa ciała 15–22 g.

## Systematyka

### Etymologia
- Nonnula: nowołac. nonnula „mała zakonnica”, od zdrobnienia nowołac. nonna „mniszka”, od nowogr. νοννα nonna „mniszka”, do νοννος nonnos „mnich”[5].
- Microtrogon: gr. μικρος mikros „mały”; rodzaj Trogon Brisson, 1760 (trogon)[6]. Gatunek typowy: Microtrogon fulvescens W. Bertoni, 1901 (= Bucco rubecula von Spix, 1824).

### Podział systematyczny
Do rodzaju należą następujące gatunki:
- Nonnula rubecula (von Spix, 1824) – drzym rdzawy
- Nonnula sclateri Hellmayr, 1907 – drzym brazylijski
- Nonnula brunnea P.L. Sclater, 1881 – drzym brązowy
- Nonnula frontalis (P.L. Sclater, 1854) – drzym szarolicy
- Nonnula ruficapilla (von Tschudi, 1844) – drzym rudoczapkowy
- Nonnula amaurocephala Chapman, 1921 – drzym kasztanowogłowy